# Liste des édifices labellisés « Patrimoine du XXe siècle » de Loir-et-Cher
Cet article recense les monuments historiques protégé au titre du Patrimoine du XXe siècle du département de Loir-et-Cher, en France.

## Statistiques
Au 31 décembre 2010, le Loir-et-Cher comptent 1 immeuble protégé du patrimoine du XXe siècle.

## Liste
| Monument                                                  | Commune           | Adresse                               | Coordonnées                      | Notice                        | Protection        | Date | Illustration                                |
| --------------------------------------------------------- | ----------------- | ------------------------------------- | -------------------------------- | ----------------------------- | ----------------- | ---- | ------------------------------------------- |
| Basilique Notre-Dame-de-la-Trinité de Blois               | Blois             | 14 bis rue Monin                      | 47° 35′ 38″ nord, 1° 20′ 36″ est | « PA00132568 » « IA41000038 » | Inscrit MH (1996) | 1939 | Basilique Notre-Dame-de-la-Trinité de Blois |
| Réseau de tranchées d'entraînement de la guerre 1914-1918 | Chambon-sur-Cisse | site des Sablonnières, forêt de Blois | 47° 33′ 32″ nord, 1° 14′ 33″ est | « PA41000070 »                | Inscrit           | 2015 | Image manquante Téléverser                  |